# Kapela Marije Vnebovzete, Murski Črnci
Kapela Marije Vnebovzete je kapela v vasi Murski Črnci, ki leži v prekmurski občini Tišina.

## Zgodovina in opis
Zidava kapele v Murskih Črncih se je pričela v drugi polovici leta 1896. Z deli so končali do sredine leta 1897. 15. avgusta 1897 je bila vaška kapela tudi posvečena in predana svojemu namenu. Od takrat je vsako leto v vasi tudi proščenje, ki se obhaja ob prazniku ali godu zavetnika cerkve oz. kapele. Tako je v Murskih Črncih proščenje v prekmurščini na Velko mešo (Velika maša), ki je tam udomačena beseda za Marijino vnebovzetje.
Pobudo za izgradnjo vaške kapelice so dali vaščani Murskih Črncev predvsem zaradi oddaljenosti od župnijske cerkve v Murski Soboti in tudi zato, da se lahko občasno opravi maša za bolne in starejše v domači vasi. Takratni župan vasi Jožef Granfol je pobudo prenesel na cerkvene oblasti. Povezal se je tudi z znanim gradbenim mojstrom Jožefom Stranjšakom iz Rihtarovcev, ki je 22. februarja 1896 izdelal načrt za kapelo.
Kljub težavam, ki so spremljale gradnjo kapele, je bila dokončana julija 1897, ko je bil v zvonik nameščen še 147-kilogramski zvon. Izdelala ga je delavnica Sinovi Frigyesa Seltenhoferja iz Šoprona. Leta 1915 so zvon zaplenili za vojne potrebe prve svetovne vojne. Kapela je bila brez zvona do leta 1921, ko je bil novi kupljen pri graškem podjetju.
Notranjost kapele je razdeljena na zvonik, osrednji del, ladjo in apsido.
Večja obnovitvena dela na kapeli so bila opravljena leta 1961, ko je bilo zamenjano celotno ostrešje, prenovljena fasada, prebarvan zvonik in prepleskana notranjost. Zaradi večkratnih poplav potoka Mokoš so leta 1975 obnovili temelje kapele, prepleskali notranjost in postavili nov oltar. V letu 1988 so uredili zvonjenje na električni pogon. Leta 1993 je bila urejena okolica kapele, obnovljena fasada in urejen zvonik.
V letu 1997 so praznovali 100-letnico kapele. Svečano mašo je daroval Jožef Smej, mariborski pomožni škof. Sodelovala sta tudi murskosoboški župnik Martin Horvat in duhovnik evangeličanske cerkve Leon Novak.
Kapela stoji v centru vasi, na nekdanji vaški gmajni. Neogotsko kapelo z zvonikom in zašiljenimi okenskimi odprtinami členijo neobaročni pilastri, ki nosijo podstrešni venec. V notranjosti je lesen oltar.